# Messier 53
Messier 53 (M53 sau NGC 5024) este un roi globular, situat în constelația Părul-Berenicei, care face parte din Catalogul Messier, întocmit de astronomul francez Charles Messier.

## Descoperire
A fost descoperit de Johann Elert Bode la 3 februarie 1775, apoi, în mod independent, de Charles Messier în 1777. William Herschel a fost primul care a reușit să discearnă stelele.

## Descriere
Este vorba despre unul dintre cele mai îndepărtate roiuri globularea cunoscute, situat la circa 
58 000 ani-lumină de Sistemul Solar. La această distanță, diametrul său unghiular aparent de 12,6 minute de arc corespunde unui diametru real de 250 de ani-lumină. Roiul în ansamblul său se apropie de Sistemul Solar cu o viteză cuprinsă între 75 și 115 km/s.
M53 conține 47 de stele variabile de tip RR Lyrae dovedite.